# Гамма-астрономия

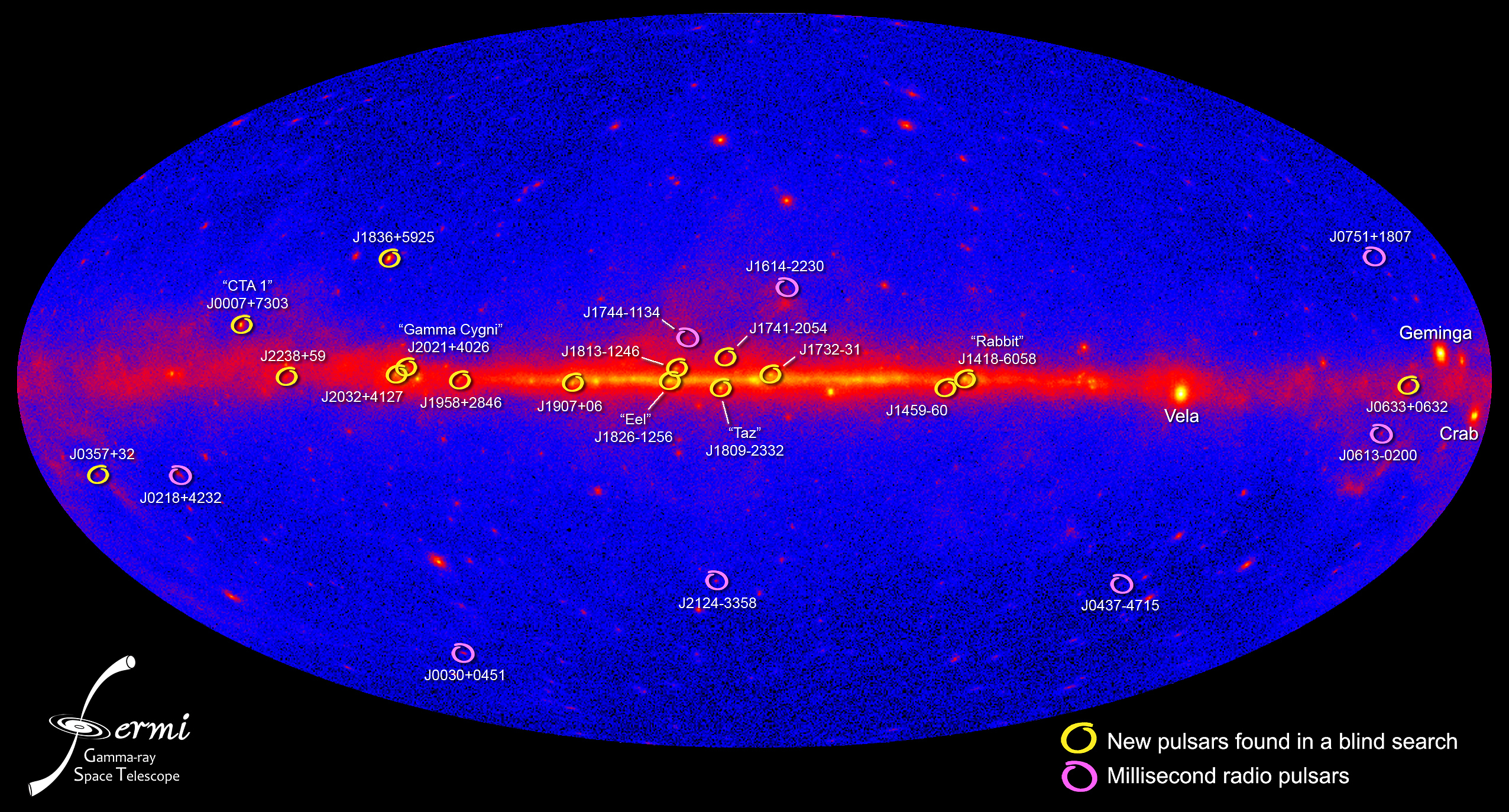
Карта пульсаров, построенная по данным гамма-обсерватории Fermi

Гамма-астрономия — раздел астрономии, исследующий космические объекты по их гамма-излучению. Гамма-лучи представляют собой электромагнитные волны с чрезвычайно малой длиной волны, менее 0.1 Å. Их волновые свойства практически не проявляются, но зато ярко выражены корпускулярные, поэтому их часто называют гамма-квантами. Со стороны низких энергий гамма диапазон соседствует с рентгеновским, условной границей считается 100 кэВ. Для испускания гамма-лучей требуются колоссальные запасы энергии, поэтому, как и в рентгеновской астрономии, их источниками становятся «экзотические» объекты: пульсары, остатки сверхновых звёзд, активные ядра галактик и др. Формирование гамма-квантов тесно связано с высокоэнергетическими частицами, поэтому гамма-астрономия и физика космических лучей во многом пересекаются.